# Natura Siberica
Natura Siberica (произносится Натура Сиберика) — российская косметическая компания, специализирующаяся на производстве натуральной и органической косметики. 

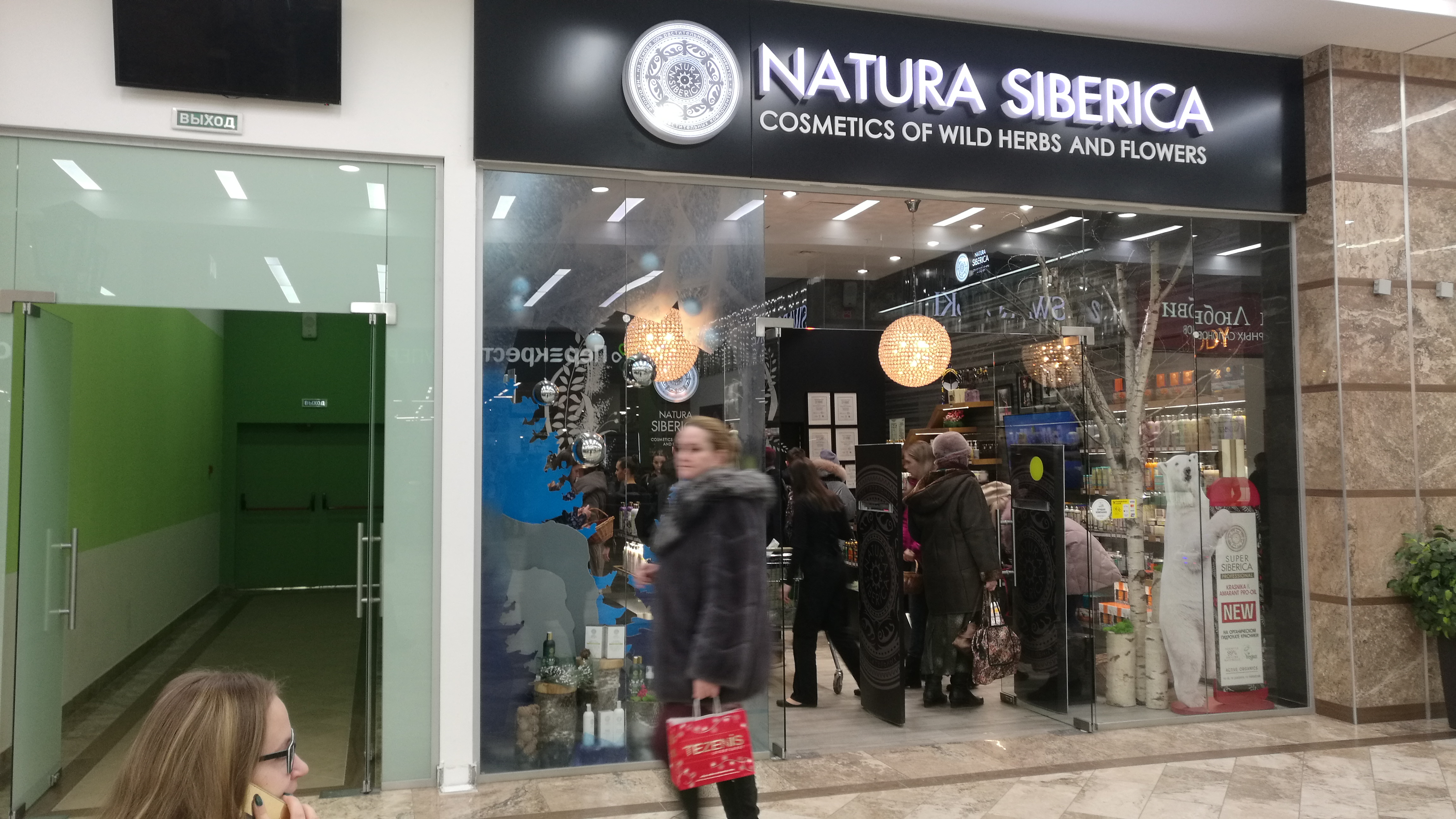
Магазин Natura Siberica в ТЦ Voyage. Тюмень, 2018 год.

## История
Основана в 2008 году российским бизнесменом Андреем Трубниковым, генеральным директором группы компаний «Первое решение», специализирующейся на выпуске косметических средств и бытовой химии.
Первый магазин под вывеской Natura Siberica открылся в Москве в 2012 году. В этом же году компания получила первые международные награды — за лучший натуральный продукт на профессиональной косметической выставке Cosmoprof в Италии, а также за лучший продукт по уходу за лицом за средство «Северное мыло детокс» на Cosmeeting в Париже.
В 2013 году компания основала первую сертифицированную по европейскому закону об органическом земледелии ферму на территории Хакасии, а также открыла первый магазин Natura Siberica за рубежом (в Японии). В 2014 году компания открывает первый спа-салон Fresh Spa by Natura Siberica в Москве на Ломоносовском проспекте. В 2015 году у компании стартовали продажи в Западной Европе: во Франции — в розничной сети Monoprix, в Англии — в универмаге Harrods. В этом же году компания открыла первый флагманский магазин в Европе: в Копенгагене. В 2017 году компания в партнерстве с отельной сетью Four Seasons открыла спа-зону Natura Siberica в московском отеле сети.
8 января 2021 года умер основатель бренда Андрей Трубников.
В мае 2023 года АФК «Система» завершила сделку по покупке 100 % Natura Siberica. 
В мае 2025 года Natura Siberica подала в Роспатент заявку на регистрацию новой марки Vitabarista. Компания регистрирует этот товарный знак для пищевых добавок, большого перечня продуктов питания, а также безалкогольных напитков. 

### Пожар и его последствия
21 марта 2020 года на арендованных Natura Siberica площадях Дмитровского опытного  завода алюминиевой и комбинированной ленты (ДОЗАКЛ) произошёл сильный пожар, в результате которого завод почти полностью сгорел. Виновниками пожара признали двух сотрудников компании. В мае того же года были заявлены иски в суд от компании «Эн+ Рециклинг» (позже эту компанию в процессе заменил её страховщик, компенсировавший ущерб — страховая компания «Ингосстрах») и от ООО «ДОЗАКЛ». Общая сумма исков составила 4,2 млрд ₽. В июле 2020 года Natura Siberica предупреждала, что проигрыш данного иска может привести её к банкротству.
В сентябре 2021 года Арбитражный суд Московской области постановил взыскать с Natura Siberica примерно 2,9 млрд ₽, не полностью удовлетворив иски «Ингосстраха» (1,494 млрд ₽ вместо 1,5) и ООО «ДОЗАКЛ» (1,365 млрд ₽ вместо 2,7), связанных с Олегом Дерипаской.

### Корпоративный конфликт
После смерти в январе 2021 основателя компании Андрея Трубникова на доли в компании начали претендовать сразу несколько наследников — две его жены и дети от разных браков. Доверительным управляющим хотела стать его бывшая жена Ирина Трубникова, однако против этого возражала вдова владельца, Анастасия Трубникова. Арбитражные суды назначали внешних управляющих по заявлениям наследников. Natura Siberica приостановила производство и закрыла часть магазинов. В конце сентября 2021 года стало известно, что предложение стать доверительным управляющим было сделано профессору РАН Руслану Гринбергу.
В январе 2022 года пост генерального директора занял бывший исполнительный директор АФК «Система» Феликс Либ, а его советником стала Ирина Трубникова. В марте того же года Forbes сообщил, что доли Ирины Трубниковой и её сына Дмитрия в структурах Natura Siberica перешли в собственность акционерного общества «Корпорация АГ».

## Деятельность
Natura Siberica производит натуральные косметические средства по уходу за лицом, телом и волосами.
Natura Siberica владеет четырьмя органическими фермами на территории России, которые имеют сертификаты Европейского био-стандарта ЕU 834/07[значимость факта?]: 
в Хакасии (площадь 33 гектара), на Камчатке (площадь 9 гектаров), на Сахалине (площадь 7 гектаров), а также на Курильском острове Кунашир (площадь 1,9 гектара).

### Natura Siberica в России
В России у компании 35 монобрендовых магазинов в Москве, Новосибирске, Санкт-Петербурге, Екатеринбурге и еще 13 городах. Спа-салоны Fresh Spa by Natura Siberica расположены в Москве, Казани, Новосибирске, Рязани и Нижнем Новгороде. Кроме того, косметические средства компании продаются в косметических сетях, розничных сетях и аптеках.

### Natura Siberica в мире
Natura Siberica представлена в более чем 45 странах мира: от Аргентины до Австралии. В большинстве стран косметические средства продаются через локальных дистрибьюторов в косметических сетях. Например, во Франции косметические средства представлены в сетях Carrefour и Monoprix, а Англии — в универмаге Harrods.
В 2017 году британское издание The Times включило шампунь Natura Siberica в пятерку лучших натуральных шампуней. Летом 2017 издание The New York Times назвало Natura Siberica «редким ярким пятном в страдающей от стагнации в последние годы экономики России».